# Scearctia figulina
Scearctia figulina là một loài bướm đêm thuộc phân họ Arctiinae, họ Erebidae.